# 1000-km-Rennen von Buenos Aires 1970

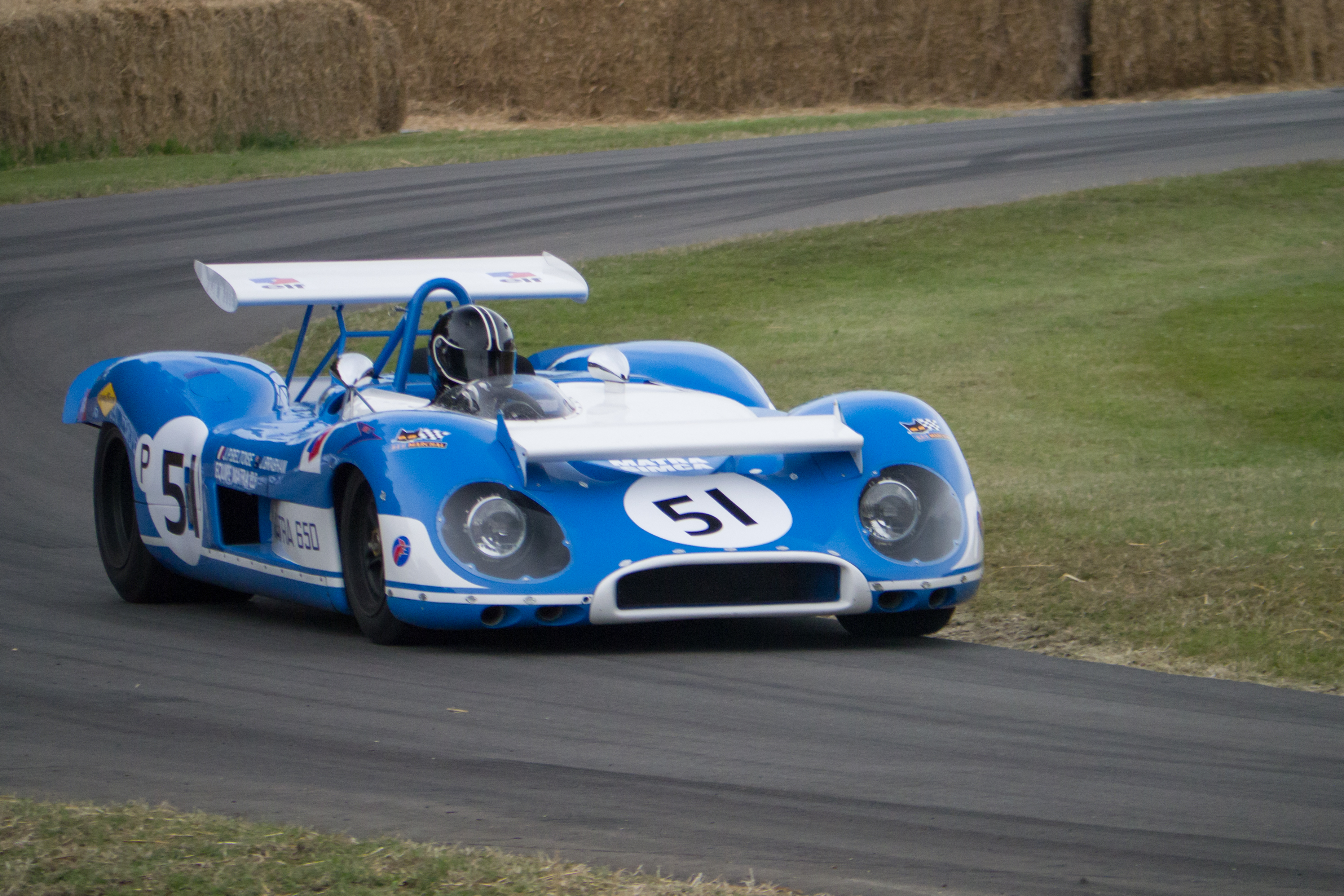
Siegerwagenmodell Matra-Simca MS630/650

Das siebte 1000-km-Rennen von Buenos Aires, auch Buenos Aires 1000 Kilometres, Autódromo Municipal de Buenos Aires - Circuit 15, fand am 11. Januar 1970 auf dem Autódromo Municipal de Buenos Aires statt.  Es wurde nach einer Pause von 10 Jahren wieder ausgetragen, das Rennen zählte aber zu keiner internationalen Meisterschaftsserie.

## Rennen
Die Wiederaufnahme des 1000-km-Rennens von Buenos Aires endete mit dem Gesamtsieg von Jean-Pierre Beltoise und Henri Pescarolo im Matra-Simca MS630/650. Im Ziel hatte das Duo eine Runde Vorsprung auf den Porsche 908/02, gefahren von Àlex Soler-Roig und Jochen Rindt. Das Rennen überschattete der schwere Unfall von Richard Broström im Porsche 908/02 im Training, bei dem ein Streckenposten ums Leben kam.

## Ergebnisse

### Schlussklassement
| 1               | P | 10 | Equipe Matra                      | Jean-Pierre Beltoise Henri Pescarolo  | Matra-Simca MS630/650 | 164 |
| 2               | P | 12 | Escuderia Nacional                | Àlex Soler-Roig Jochen Rindt          | Porsche 908/02        | 163 |
| 3               | P | 38 | A. G. Dean                        | Tony Dean Eduardo José Copello        | Porsche 908/02        | 160 |
| 4               | S | 50 | Racing Team VDS                   | Teddy Pilette Nestor Garcia-Veiga     | Lola T70 MkIIIB       | 157 |
| 5               | P | 40 | Ecurie Evergreen                  | Alain de Cadenet Carlos Pairetti      | Porsche 908/02        | 154 |
| 6               | P | 6  | Autodelta SpA                     | Andrea de Adamich Piers Courage       | Alfa Romeo T33/3      | 153 |
| 7               | S | 20 | Ecurie Bonnier                    | Ronnie Peterson Jorge Cupeiro         | Lola T70 MkIIIB       | 152 |
| 8               | P | 14 | Escuderia Montjuich               | José Juncadella Juan Fernández        | Porsche 908/02        | 152 |
| 9               | P | 34 | Swedish Racing Team               | Hans Laine Gijs van Lennep            | Porsche 908/02        | 152 |
| 10              | P | 32 | International Martini Racing Team | Hans-Dieter Dechent Gerhard Koch      | Porsche 908/02        | 151 |
| 11              | S | 22 | Ulf Norinder                      | Jackie Oliver Carlos Reutemann        | Lola T70 MkIIIB       | 151 |
| 12              | S | 44 | Rey Racing                        | Jacques Rey Edgar Berney              | Lola T70 MkIIIB       | 136 |
| Ausgefallen     |   |    |                                   |                                       |                       |     |
| 13              | S | 18 | Ecurie Bonnier                    | Joakim Bonnier Reine Wisell           | Lola T70 MkIIIB       | 129 |
| 14              | P | 4  | Autodelta SpA                     | Nanni Galli Rolf Stommelen            | Alfa Romeo T33/3      | 108 |
| 15              | P | 36 | German BG Racing Team             | Willi Kauhsen Herbert Schultze        | Porsche 908/02        | 99  |
| 16              | S | 42 | Avalon Racing                     | Barrie Smith Ed Swart                 | Lola T70 MkIIIB       | 75  |
| 17              | S | 28 | David Piper Auto Racing           | David Piper Brian Redman              | Porsche 917K          | 58  |
| 18              | S | 26 | David Piper Autoracing            | Chris Craft Richard Attwood           | Lola T70 MkIIIB       | 48  |
| 19              | S | 46 | Sid Taylor                        | Trevor Taylor Peter Gethin            | Lola T70 MkIIIB       | 33  |
| 20              | P | 2  | Berta                             | Luis di Palma Carlos Marincovich      | Berta LR              | 28  |
| 21              | S | 24 | Louis Morand                      | Louis Morand Gérard Pillon            | Lola T70 MkIIIB       | 28  |
| 22              | S | 16 | Escuderia Montjuich               | Pablo Bréa Félix Serra                | Ford GT40             | 23  |
| 23              | S | 48 | E.S.C.A. Zitro                    | Dominique Martin Piers Forester       | Ford GT40             | 23  |
| 24              | S | 52 | David Prophet                     | David Prophet Carlos Pascualini       | Lola T70 MkIII        | 9   |
| 25              | P | 8  | Scuderia Serenissima              | Jonathan Williams Maurizio Montagnari | Serenissima Mk.168    | 1   |
| Nicht gestartet |   |    |                                   |                                       |                       |     |
| 26              | P | 30 | Sport Cars Broström               | Richard Broström Masten Gregory       | Porsche 908/02        | 1   |

1 Unfall im Training

### Nur in der Meldeliste
Hier finden sich Teams, Fahrer und Fahrzeuge, die ursprünglich für das Rennen gemeldet waren, aber aus den unterschiedlichsten Gründen daran nicht teilnahmen.
| Pos. | Klasse | Nr. | Team         | Fahrer                                 | Chassis               |
| ---- | ------ | --- | ------------ | -------------------------------------- | --------------------- |
| 27   | P      |     | Equipe Matra | Johnny Servoz-Gavin Andrea Vianini     | Matra-Simca MS630/650 |
| 28   | P      |     |              | Mike Parkes Andrea Vianini             | Ferrari               |
| 29   | P      |     |              | Jorge de Bagration Johnny Servoz-Gavin | Porsche 908/02        |

### Klassensieger
| Klasse | Fahrer               | Fahrer              | Fahrzeug              | Platzierung im Gesamtklassement |
| ------ | -------------------- | ------------------- | --------------------- | ------------------------------- |
| P      | Jean-Pierre Beltoise | Henri Pescarolo     | Matra-Simca MS630/650 | Gesamtsieg                      |
| S      | Teddy Pilette        | Nestor Garcia-Veiga | Lola T70 MkIIIB       | Rang 4                          |

### Renndaten
- Gemeldet: 29
- Gestartet: 25
- Gewertet: 12
- Rennklassen: 2
- Zuschauer: unbekannt
- Wetter am Renntag: unbekannt
- Streckenlänge: 6,122 km
- Fahrzeit des Siegerteams: unbekannt
- Gesamtrunden des Siegerteams: 164
- Gesamtdistanz des Siegerteams: 1003,950 km
- Siegerschnitt: 178,550 km/h
- Pole Position: David Piper – Porsche 917K (#28)
- Schnellste Rennrunde: Brian Redman – McLaren M8C (#2) – 1:53,000 = 195,855 km/h
- Rennserie: zählte zu keiner Rennserie